# Långtjärnen (Hortlax socken, Norrbotten, 724153-175718)
Långtjärnen är en sjö i Piteå kommun i Norrbotten och ingår i Jävreåns huvudavrinningsområde.